# Earl

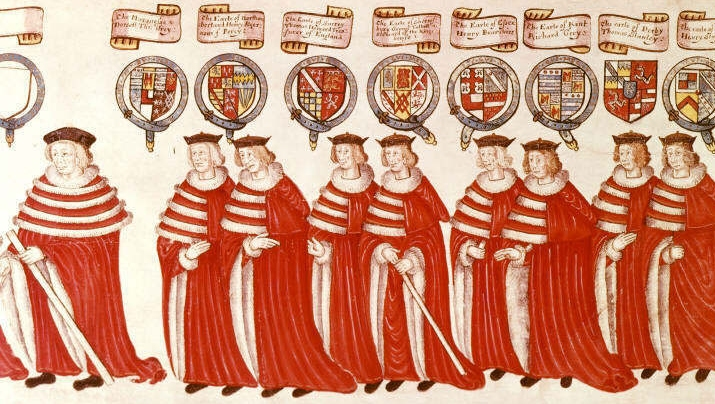
Processó reial al Parlament de Westminster, 4 de febrer de 1512. D'esquerra a dreta: El Marquès de Dorset, Earl de Northumberland, Earl de Surrey, Earl de Shrewsbury, Earl d'Essex, Earl de Kent, Earl de Derby, Earl de Wiltshire.

Un earl és un membre de la noblesa. Aquest títol és de l'idioma anglosaxó i prové de la forma escandinava jarl, i significa cap de clan (chieftain), particularment un chieftain governava un territori en lloc del rei. A Escandinàvia aquest terme va quedar obsolet ja a l'Edat mitjana i va ser substituït pel de duc (hertig/hertug). A la Gran Bretanya a final de l'època medieval va passar a ser l'equivalent del comte (count) del continent (a Anglaterra en el període anterior el concepte estava més proper al de duc (duke; a Escòcia s'assimilava al concepte de mormaer). Tanameix, al principi a Escandinàvia, jarl podia ser un príncep sobirà.Noms alternatius pel rang "Earl/Count" en l'estructura de la noblesa es fan servir en altres països com en Hakushaku durant l'Era imperial japonesa.
Al Regne Unit contemporani, un earl és un membre del peerage (els Pars), que va per sota del títol de marquès (marquess) i per sobre de vescomte (viscount). Mai s'ha desenvolupat una forma femenina de la paraula earl i es fa servir countess com a títol femení equivalent a earl.